# Galleonosaurus
Galleonosaurus – wymarły rodzaj dinozaura, bazalnego przedstawiciela ornitopodów.
Skamieniałości należące do nieznanego jeszcze nauce dinozaura odnalezione zostały na południowym wschodzie Australii, w stanie Wiktoria, w rejonie miasta Inverloch. W basenie sedymentacyjnym Gippsland znajduje się grupa Strzelecki i należąca do niej formacja Wonthaggi. Datuje się ją na późny barrem i obejmuje ona skały pochodzenia pierwotnie wulkanicznego, zerodowane i odłożone przez prawdopodobnie meandrującą, otoczoną bujną roślinnością rzekę, tworzące osady grubości do 200 m. W miejscu określonym jako Flat Rocks, leżącym 2,2 km na południowy zachód od Inverloch, w obrębie Parku Narodowego Bunurong Marine, wykonano wkopy głębokości metra w skałach formacji Wonthaggi, tworzących tu platformę skalną erodowaną przez morze. We wkopach znaleziono skamieniałości czaszki i zębów, w tym najbardziej kompletną szczękę dinozaura znalezioną w Wiktorii, która posłużyła za holotyp. Herne i współpracownicy w 2019 nadali nowemu rodzajowi nazwę Galleonosaurus. Pierwszy człon nazwy rodzajowej pochodzi od słowa gallenn, stanowiącego zlatynizowaną formę angielskiej nazwy statku, galeon. Druga część nazwy pochodzi od wyrazu sauros oznaczającego po grecku jaszczura. Badacze wybrali taką nazwę, gdyż kość szczękowa zwierzęcia skojarzyła im się z odwróconym kadłubem galeona. W rodzaju umieścili pojedynczy gatunek G. dorisae. Uhonorowali w ten sposób prowadzącą badania we Flat Rocks Doris Seegets-Villiers. Znalezisko naukowcy zinterpretowali jako niewielkiego ornitopoda. Nie zaliczyli go do grupy iguanodontów ani do żadnej rodziny.